# Iglesia de San Esteban (Urriés)
La iglesia de San Esteban es una iglesia parroquial católica situada en el municipio en Urriés (Provincia de Zaragoza, España). Originalmente se trataba de una construcción románica, del siglo XII o principios del XIII, con fábrica a base de sillares y sillarejos, ampliada durante el siglo XVI (1565-1571) y reformada en el siglo XVII.

## Arquitectura

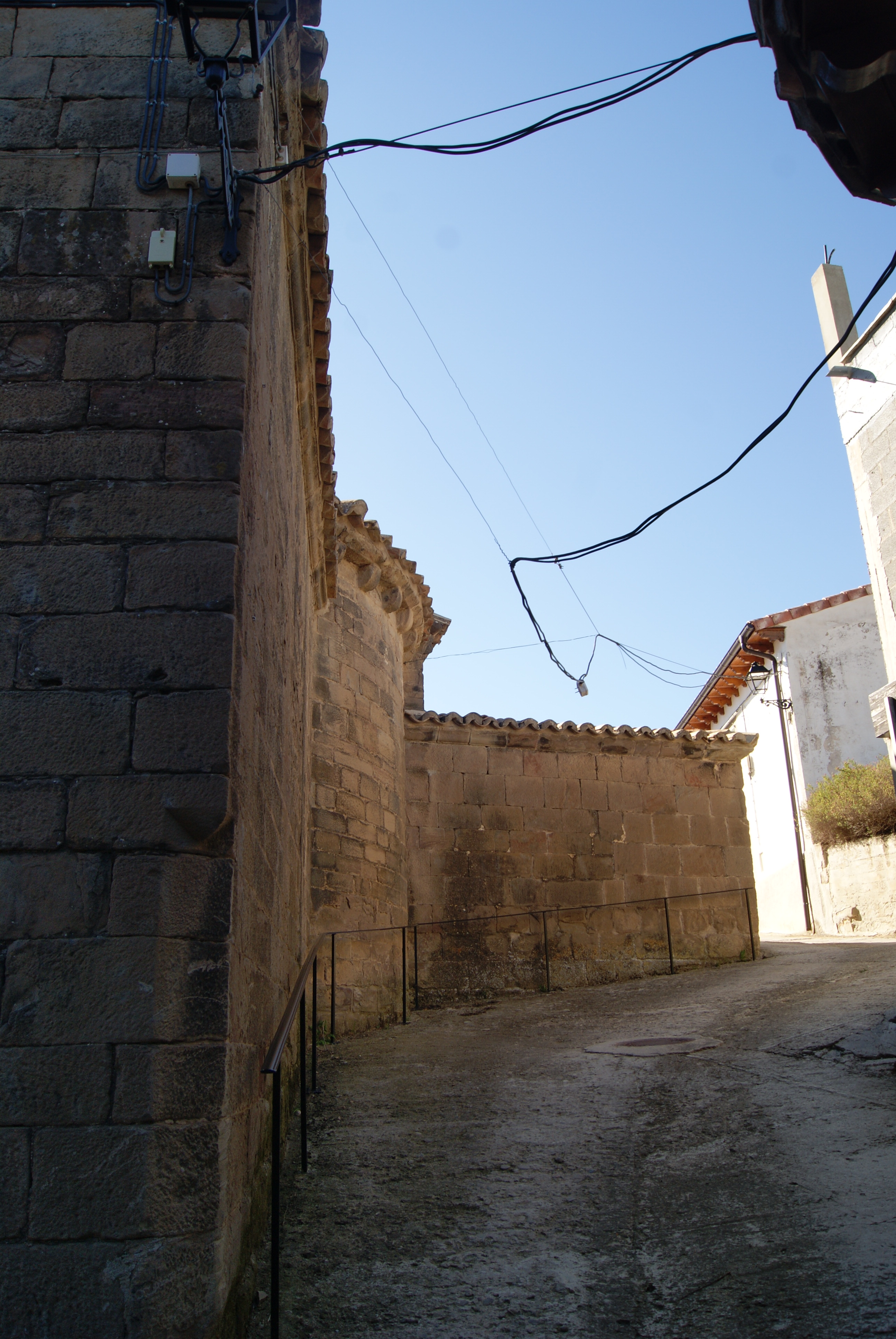

### Interior
En el interior, la nave de planta rectangular única, de tres tramos, y cubierta con una bóveda de medio cañón apuntado con tres arcos fajones apoyados en semicolumnas adosadas a los muros para reforzar la estructura del templo. La separación entre muros y las bóvedas se realiza mediante una imposta corrida.
En la cabecera al este tiene un ábside románico semicircular, cubierto con bóveda de horno (cuarto de esfera) y parcialmente oculta por construcciones posteriores. Presenta una ventana abocinada en el centro. Los arcos fajones descansan sobre unos capiteles con ligera decoración figurada con palmetas, de grandes hojas con bolas.
Hay cuatro capillas a ambos lados que se añadieron en los siglos XVI y XVII, como las de San Esteban o San Ramón Nonato, así como la sacristía. 

### Exterior
En el exterior, debido a las reformas posteriores, la factura románica apenas es visible. En la parte superior del ábside se observan unos canecillos lisos sobre los que se apoya la cornisa. Otros canecillos, esta vez esculpidos con motivos geométricos, se vuelven a mostrar en el muro septentrional, menos alterado y donde se abrió la capilla lateral y se agregó la sacristía barroca. 

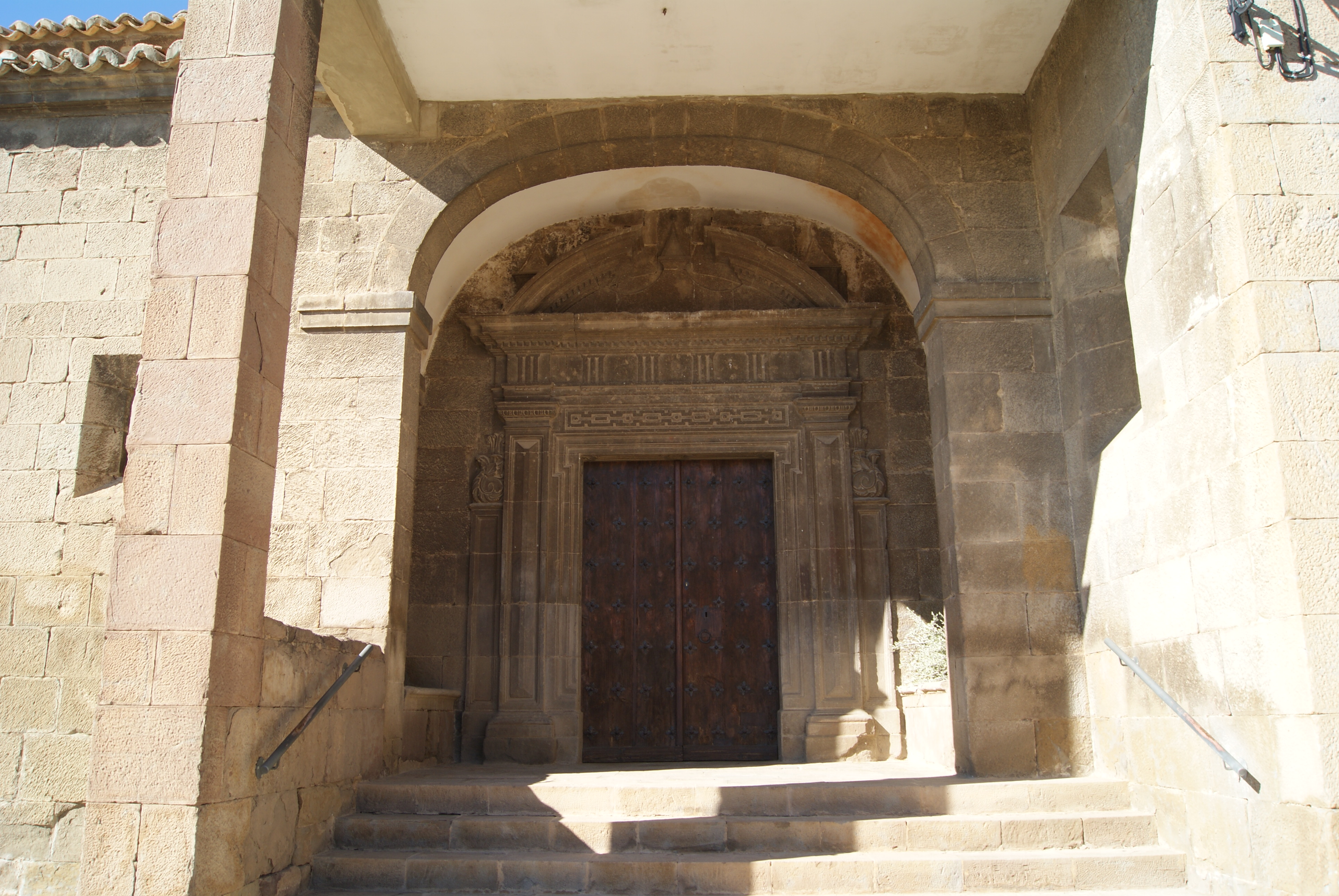

### Portada
La puerta actual, en el lado de la epístola, es sencilla, con dos pilastras toscanas, o corintias, en los flancos, un frontón curvo partido y adintelada. 

La puerta antigua, original románica, que no es visible desde el exterior, actualmente sirve para comunicar la nave con una capilla lateral del Santo Cristo. Está formada por tres arquivoltas apuntadas rodean un tímpano decorado con un crismón trinitario. Las de los extremos se apoyan en columnas con capiteles, mientras que la central lo hace en pilastras. Por este motivo se construyó una nueva puerta de estilo renacentista.

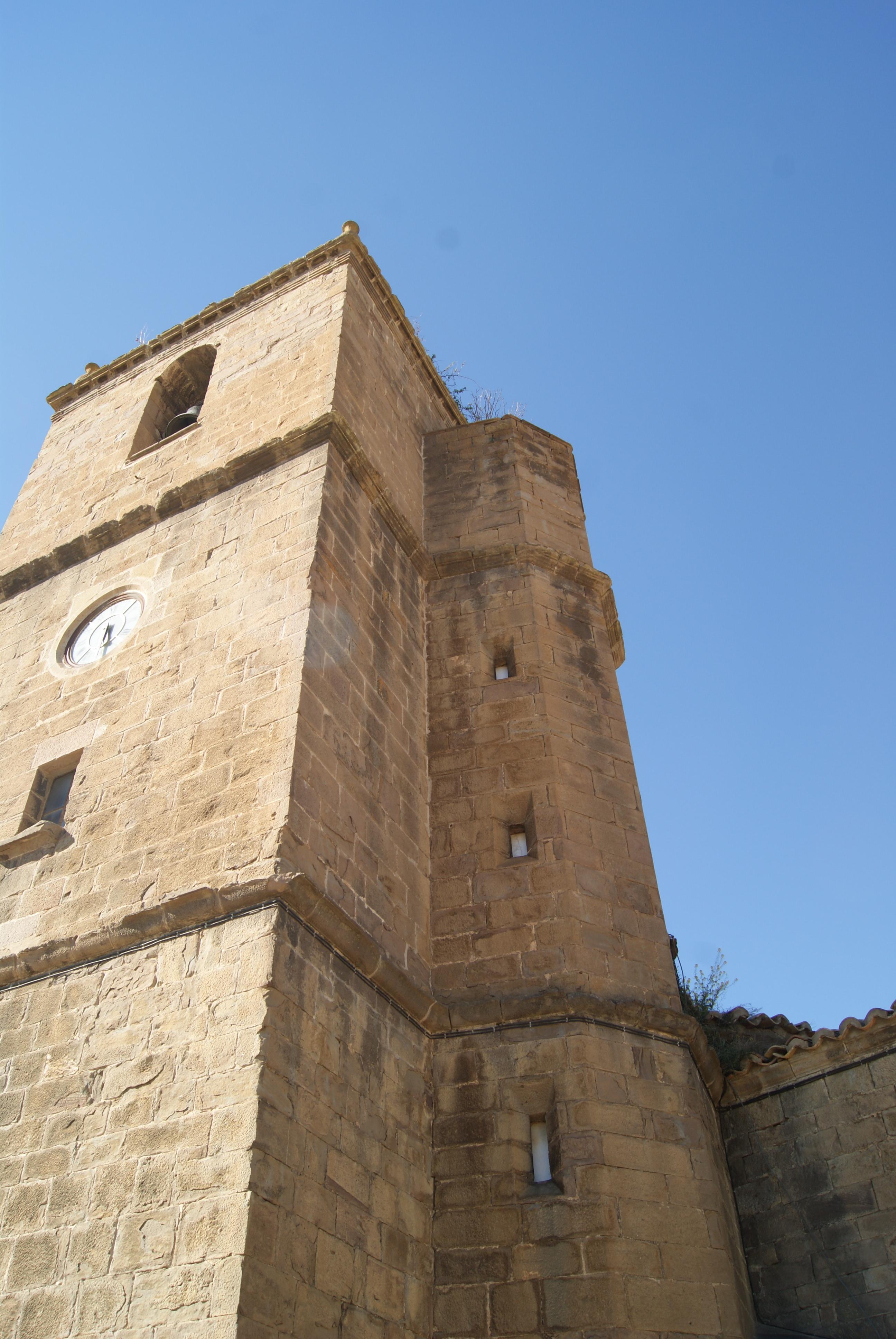

### Campanario
La torre campanario, de planta cuadrada, se levanta en el lado de la epístola. Posee tres pisos en altura y está edificada, como la construcción primitiva, en sillar y sillarejo. A esta torre se accede por unas escaleras de caracol adosadas, de sección pentagonal y visibles desde el exterior.

## Pinturas

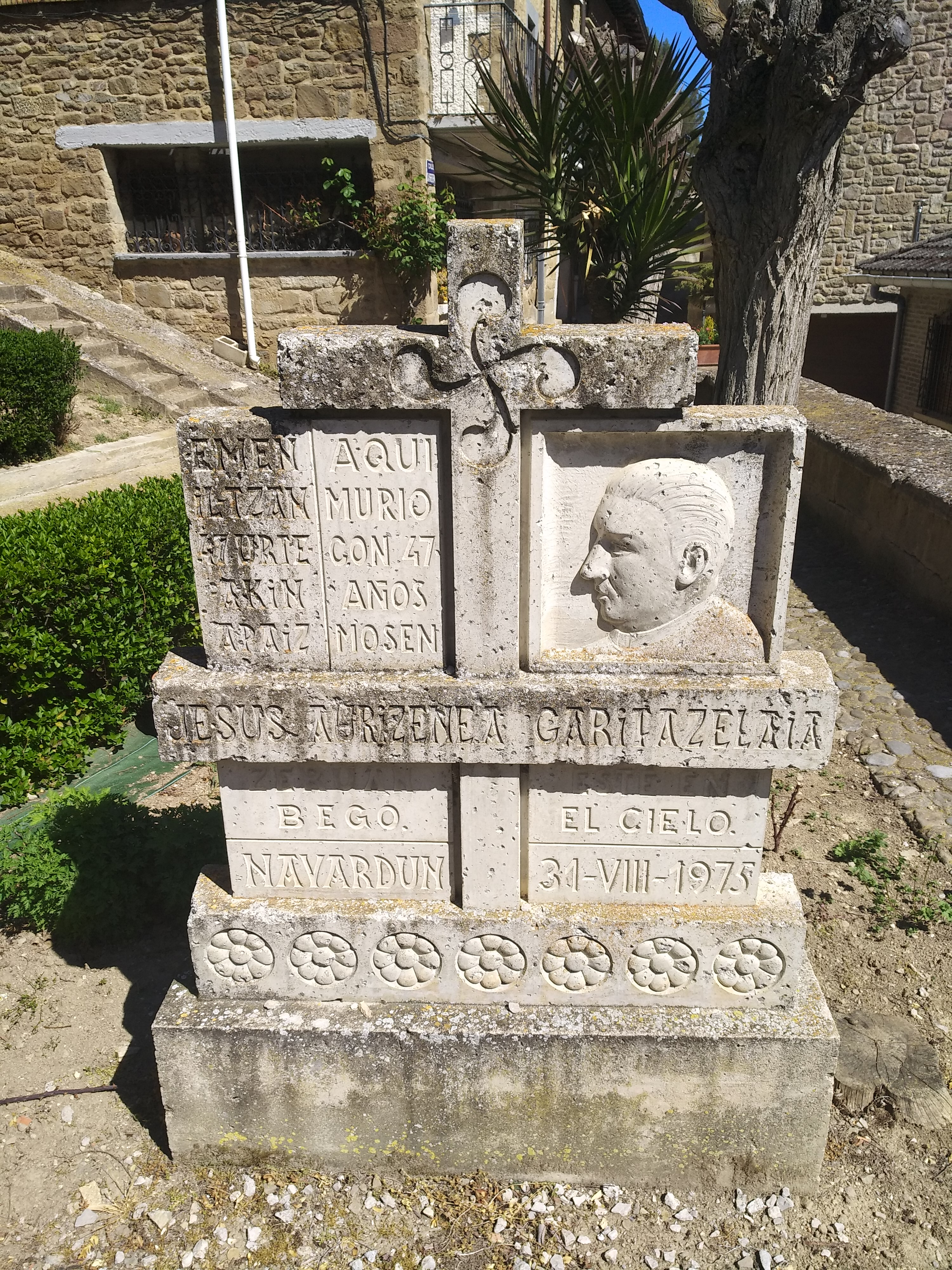
Estela de Jesús Auricenea Garitacelaya en Navardún

En febrero de 1962, el párroco de Navardún y Urriés, Jesús Auricenea Garitacelaya, ante la necesidad de reparar la cubierta hundida en la parte de la bóveda, moviliza a los vecinos para que le ayuden en las tareas. Así mismo pide la colaboración, en un primer momento, del director de la Institución Príncipe de Viana, José Esteban Uranga que se acerca y realiza varias fotografías que publica en la revista de ese año (ver la bibliografía). Además se las envía a su amigo José Gudiol, experto en pintura mural. La Diputación Provincial de Zaragoza, en arás a preservar su patrimonio, por medio de Joaquín María de Navascués solicita en diciembre de 1962 la declaración de monumento provincial ante la Real Academia de Bellas Artes de San Fernando.
Las pinturas fueron localizadas al retirar el retablo para restaurar el templo. Parte de la bóveda se ha perdido casi por completo. Se conservan en la parte inferior una mandorla apuntada. ocupando casi todo el cascarón, con lo que debía ser un Pantocrátor, y un fragmento de la cenefa que la separaba del tambor del ábside.
Las pinturas, datadas a principios del siglo XIV, fueron extraídas mediante la llamada técnica strappo. antes de trasladarlas al Museo Diocesano de Jaca, fueron restauradas en Barcelona en el taller de los hermanos Ramón y José Gudiol. Los fragmentos conservados de las pinturas murales que formaban parte de la decoración de esta iglesia son:
- Un sacerdote en el altar
- La tentación
- La última cena
- El beso de Judas o Prendimiento
- Adán trabajando en el paraíso
- El pecado original y la expulsión del paraíso
- Adán y Eva avergonzados de su desnudez
- Los profetas y el nacimiento de Cristo
- La Anunciación
- Santa Ana y la Virgen con el niño en brazos

### Retablos y tallas
Los retablos contenidos en el interior son:
- Retablo de San Esteban, titular de la iglesia, de madera tallada, dorada y policromada. Es de estilo barroco (siglo XVIII). En 1962 fue recortado para encajarlo en su actual emplazamiento.
- Retablo de San Francisco Javier, rococó del siglo XVIII.
- Retablo de la Virgen del Pilar, también rococó, del mismo siglo que el anterior
- Retablo de San Ramón Nonato, barroco, del siglo XVIII, con añadidos neoclsicos (siglo XIV) en sus laterales.